# Sandra Prinsloo
Sandra Prinsloo, auch zeitweise gelistet als Sandra Prinzlow (* 15. September 1947 in Pretoria) ist eine südafrikanische Schauspielerin.

## Leben
International wurde Prinsloo in der Rolle als Kate Thomson in dem Film Die Götter müssen verrückt sein von 1980 bekannt. In Deutschland wurde sie auch schon zuvor aufgrund ihrer Mitwirkung in der Verfilmung des Romans Ein toter Taucher nimmt kein Gold von Heinz G. Konsalik durch Harald Reinl populär. 
Neben ihrer Tätigkeit als Film- und Theaterschauspielerin agiert Prinsloo seit 2005 auch als Theaterregisseurin. Verheiratet ist sie mit Willem van Riet. In der Fernsehabenteuerserie Sechs Fuß Land (Original: Six feet of the country) spielte sie 1981 in sieben Folgen die Hauptrolle.

## Auszeichnungen
- Für ihre Hauptrolle in dem Theaterstück People Are Living There erhielt sie 1997 den FNB Vita Award in Johannesburg.
- 2014 erhielt sie den Order of Ikhamanga in Silber.[2]

## Filmografie (Auswahl)
- 1974: Ein toter Taucher nimmt kein Gold
- 1974: … und die Nacht kennt kein Erbarmen (Vreemde wereld)
- 1977: Auf der Fährte des Tigers (Target of an Assassin)
- 1980: Die Götter müssen verrückt sein (The Gods Must Be Crazy)
- 1982: Claws
- 1984: The Outcast
- 1989: Jewel of the Gods
- 1989: Quest for Love
- 1990: In the Name of Blood
- 1993: The Prince of Pretoria
- 1995: Soweto Green